# Gare de Rhode-Saint-Genèse
La gare de Rhode-Saint-Genèse (en néerlandais : station Sint-Genesius-Rode) est une gare ferroviaire belge de la ligne 124, de Bruxelles-Midi à Charleroi-Central, située sur le territoire de la commune de Rhode-Saint-Genèse dans la province du Brabant flamand en Région flamande.
Elle est mise en service en 1873 par l'administration des chemins de fer de l'État belge.
C'est une gare de la Société nationale des chemins de fer belges (SNCB) desservie par des trains Suburbains (S) et d'Heure de pointe (P).

## Situation ferroviaire
Établie à 190 mètres d'altitude, la gare de Rhode-Saint-Genèse est située au point kilométrique (PK) 11,061 de la ligne 124, de Bruxelles-Midi à Charleroi-Central, entre les gares de Holleken et de De Hoek.

## Histoire

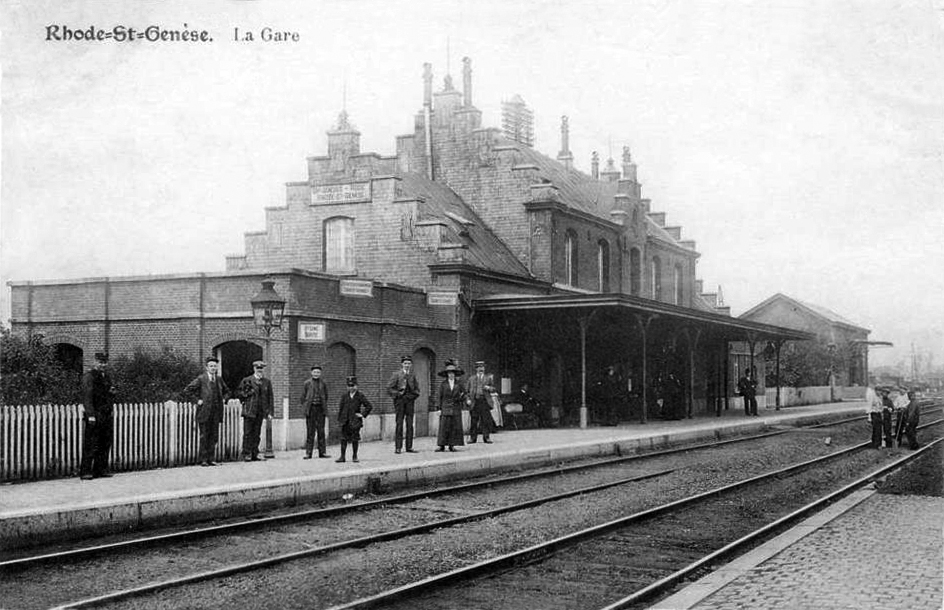
Les voies et les quais vers 1900.

La « station de Rhode-Saint-Genèse » est mise en service le 22 décembre 1873 par l'administration des chemins de fer de l'État belge, lorsqu'elle ouvre à l'exploitation la section de Calevoet à Rhode-Saint-Genèse, la ligne est prolongée jusqu'à Waterloo le 1er février 1874.
La gare de Rhode-Saint-Genèse a été construite à la fin du XIXe siècle dans le style néo-Renaissance flamande selon un plan-type standard utilisé uniquement sur la ligne 124 et la ligne des forts d'Anvers. La partie centrale qui abrite la salle d'attente est flanquée de deux ailes plus basses. L'entrée centrale est surmontée d'un pignon. L'auvent est supporté par des colonnes en fonte. Le bâtiment de la gare, le parvis, les quais et la cabine de signalisation (désaffectée) sont classés comme monument protégé depuis 2004.
La gare a des quais hauts, dû au fait que la ligne 124 a été la deuxième ligne belge à avoir été électrifiée (après la ligne 25 Bruxelles - Anvers) et que les premières automotrices qui y circulaient n'étaient pas munies de marche pieds permettant de descendre sur un quai bas. Le block de signalisation 6 était situé dans le bureau des guichets de la gare de Rhode-Saint-Genèse où il est toujours visible, quoique désaffecté. C'était un poste de commande tout-relais qui a été repris en 2004 par le block 1 de Bruxelles-Midi.[réf. nécessaire]

## Service des voyageurs

### Accueil
Gare SNCB, elle dispose d'un bâtiment voyageurs, avec guichet, ouvert uniquement en semaine le lundi et mardi, le matin entre 6h15 et 13h30. Des aménagements, équipements et services sont à la disposition des personnes à mobilité réduite (réservation nécessaire par téléphone au +32 2 528 28 28).

### Desserte
Rhode-Saint-Genèse est desservie par des trains Suburbains (S) de la SNCB (relations lignes S1, S9 S19 du RER bruxellois.

#### Semaine
La desserte comprend :
- des trains S19 (un par heure) qui relient Brussels-Airport-Zaventem à Charleroi-Central, via la ligne 26 et Bruxelles-Luxembourg.
- des trains S1 (deux par heure) entre Anvers-Central et Nivelles.
  - le premier train S1 de la journée part de Charleroi-Central.
- un unique train P le matin partant de Jemeppe-sur-Sambre avec Schaerbeek pour terminus.

#### Week-endsetjours fériés
la desserte est moins étoffée avec :
- des trains S19 (un par heure) entre Louvain et Nivelles via la ligne 26, Bruxelles-Luxembourg et Bruxelles-National-Aéroport.
- les samedis, deux trains S1 par heure entre Anvers-Central et Nivelles.
- les dimanches, un train S1 par heure entre Bruxelles-Nord et Nivelles.

### Intermodalité
Un parc pour vélos et un parking pour voitures sont aménagés. La gare est desservie par des bus du réseau De Lijn (ligne 136).

## Comptage voyageurs
Ce graphique et tableau montre le nombre de voyageurs embarquant en moyenne durant la semaine, le samedi et le dimanche.
| Nombre de passagers qui embarquent à la gare de Rhode-Saint-Genèse | Nombre de passagers qui embarquent à la gare de Rhode-Saint-Genèse | Nombre de passagers qui embarquent à la gare de Rhode-Saint-Genèse | Nombre de passagers qui embarquent à la gare de Rhode-Saint-Genèse |
|                                                                    | Semaine                                                            | Samedi                                                             | Dimanche                                                           |
| ------------------------------------------------------------------ | ------------------------------------------------------------------ | ------------------------------------------------------------------ | ------------------------------------------------------------------ |
| 1977                                                               | 1 200                                                              | 307                                                                | 218                                                                |
| 1978                                                               | 1 427                                                              | 342                                                                | 201                                                                |
| 1979                                                               | 1 562                                                              | 335                                                                | 198                                                                |
| 1980                                                               | 1 504                                                              | 226                                                                | 163                                                                |
| 1981                                                               | 1 683                                                              | 305                                                                | 198                                                                |
| 1982                                                               | 1 722                                                              | 307                                                                | 192                                                                |
| 1983                                                               | 1 667                                                              | 270                                                                | 214                                                                |
| 1984                                                               | 1 081                                                              | 220                                                                | 176                                                                |
| 1985                                                               | 1 034                                                              | 231                                                                | 281                                                                |
| 1986                                                               | 1 086                                                              | 234                                                                | 173                                                                |
| 1987                                                               | 988                                                                | 245                                                                | 248                                                                |
| 1988                                                               | 1 226                                                              | 245                                                                | 155                                                                |
| 1989                                                               | 1 287                                                              | 232                                                                | 185                                                                |
| 1990                                                               | 1 052                                                              | 241                                                                | 195                                                                |
| 1991                                                               | 1 203                                                              | 335                                                                | 205                                                                |
| 1992                                                               | 1 237                                                              | 230                                                                | 219                                                                |
| 1993                                                               | 1 272                                                              | 410                                                                | 235                                                                |
| 1994                                                               | 1 491                                                              | 280                                                                | 242                                                                |
| 1995                                                               | 1 770                                                              | 175                                                                | 210                                                                |
| 1996                                                               | 1 634                                                              | 326                                                                | 204                                                                |
| 1997                                                               | 1 885                                                              | 365                                                                | 183                                                                |
| 1998                                                               | 1 594                                                              | 338                                                                | 156                                                                |
| 1999                                                               | 1 572                                                              | 332                                                                | 168                                                                |
| 2000                                                               | 1 523                                                              | 270                                                                | 168                                                                |
| 2001                                                               | 1 527                                                              | 314                                                                | 197                                                                |
| 2002                                                               | 1 467                                                              | 288                                                                | 217                                                                |
| 2003                                                               | 1 318                                                              | 338                                                                | 190                                                                |
| 2004                                                               | 1 387                                                              | 546                                                                | 254                                                                |
| 2005                                                               | 1 455                                                              | 228                                                                | 190                                                                |
| 2006                                                               | 1 563                                                              | 316                                                                | 248                                                                |
| 2007                                                               | 1 456                                                              | 372                                                                | 246                                                                |
| 2008                                                               | -                                                                  | -                                                                  | -                                                                  |
| 2009                                                               | 850                                                                | 309                                                                | 245                                                                |
| 2010                                                               | -                                                                  | -                                                                  | -                                                                  |
| 2011                                                               | -                                                                  | -                                                                  | -                                                                  |
| 2012                                                               | 1 154                                                              | 233                                                                | 167                                                                |
| 2013                                                               | 1 167                                                              | 273                                                                | 251                                                                |
| 2014                                                               | 1 484                                                              | 294                                                                | 241                                                                |
| 2015                                                               | 1 318                                                              | 233                                                                | 241                                                                |
| 2016                                                               | 1 372                                                              | 344                                                                | 256                                                                |
| 2017                                                               | 1 577                                                              | 381                                                                | 315                                                                |
| 2018                                                               | 1 676                                                              | 438                                                                | 300                                                                |
| 2019                                                               | 1 664                                                              | 540                                                                | 382                                                                |
| 2020                                                               | 1 016                                                              | 385                                                                | 258                                                                |
| 2021                                                               | -                                                                  | -                                                                  | -                                                                  |
| 2022                                                               | 1 837                                                              | 321                                                                | 216                                                                |
| 2023                                                               | 1 695                                                              | 428                                                                | 260                                                                |
| 2024                                                               | 1 719                                                              | 743                                                                | 456                                                                |

## Travaux RER bruxellois
Dans le cadre du futur Réseau express régional bruxellois d'importants travaux étaient prévus sur le site de la gare, de 2010 à 2016. Une petite dizaine de maisons ont été expropriées et démolies en 2010 pour permettre la mise à quatre voies de la ligne et la réalisation d'un parking[réf. nécessaire].
Le RER bruxellois étant reporté à l'horizon 2033, ces travaux n'ont cependant pas encore commencé en 2022.

## Comptage voyageurs
Le graphique et le tableau montrent en moyenne le nombre de passagers qui embarquent durant la semaine, le samedi et le dimanche à la gare de Rhode-Saint-Genèse.
| Tableau : Nombre de voyageurs qui embarquent à la gare de Rhode-Saint-Genèse | Tableau : Nombre de voyageurs qui embarquent à la gare de Rhode-Saint-Genèse | Tableau : Nombre de voyageurs qui embarquent à la gare de Rhode-Saint-Genèse | Tableau : Nombre de voyageurs qui embarquent à la gare de Rhode-Saint-Genèse |
|                                                                              | Semaine                                                                      | Samedi                                                                       | Dimanche                                                                     |
| ---------------------------------------------------------------------------- | ---------------------------------------------------------------------------- | ---------------------------------------------------------------------------- | ---------------------------------------------------------------------------- |
| 1977                                                                         | 1 200                                                                        | 307                                                                          | 218                                                                          |
| 1978                                                                         | 1 427                                                                        | 342                                                                          | 201                                                                          |
| 1979                                                                         | 1 562                                                                        | 335                                                                          | 198                                                                          |
| 1980                                                                         | 1 504                                                                        | 226                                                                          | 163                                                                          |
| 1981                                                                         | 1 683                                                                        | 305                                                                          | 198                                                                          |
| 1982                                                                         | 1 722                                                                        | 307                                                                          | 192                                                                          |
| 1983                                                                         | 1 667                                                                        | 270                                                                          | 214                                                                          |
| 1984                                                                         | 1 081                                                                        | 220                                                                          | 176                                                                          |
| 1985                                                                         | 1 034                                                                        | 231                                                                          | 281                                                                          |
| 1986                                                                         | 1 086                                                                        | 234                                                                          | 173                                                                          |
| 1987                                                                         | 988                                                                          | 245                                                                          | 248                                                                          |
| 1988                                                                         | 1 226                                                                        | 245                                                                          | 155                                                                          |
| 1989                                                                         | 1 287                                                                        | 232                                                                          | 185                                                                          |
| 1990                                                                         | 1 052                                                                        | 241                                                                          | 195                                                                          |
| 1991                                                                         | 1 203                                                                        | 335                                                                          | 205                                                                          |
| 1992                                                                         | 1 237                                                                        | 230                                                                          | 219                                                                          |
| 1993                                                                         | 1 272                                                                        | 410                                                                          | 235                                                                          |
| 1994                                                                         | 1 491                                                                        | 280                                                                          | 242                                                                          |
| 1995                                                                         | 1 770                                                                        | 175                                                                          | 210                                                                          |
| 1996                                                                         | 1 634                                                                        | 326                                                                          | 204                                                                          |
| 1997                                                                         | 1 885                                                                        | 365                                                                          | 183                                                                          |
| 1998                                                                         | 1 594                                                                        | 338                                                                          | 156                                                                          |
| 1999                                                                         | 1 572                                                                        | 332                                                                          | 168                                                                          |
| 2000                                                                         | 1 523                                                                        | 270                                                                          | 168                                                                          |
| 2001                                                                         | 1 527                                                                        | 314                                                                          | 197                                                                          |
| 2002                                                                         | 1 467                                                                        | 288                                                                          | 217                                                                          |
| 2003                                                                         | 1 318                                                                        | 338                                                                          | 190                                                                          |
| 2004                                                                         | 1 387                                                                        | 546                                                                          | 254                                                                          |
| 2005                                                                         | 1 455                                                                        | 228                                                                          | 190                                                                          |
| 2006                                                                         | 1 563                                                                        | 316                                                                          | 248                                                                          |
| 2007                                                                         | 1 456                                                                        | 372                                                                          | 246                                                                          |
| 2008                                                                         | -                                                                            | -                                                                            | -                                                                            |
| 2009                                                                         | 850                                                                          | 309                                                                          | 245                                                                          |
| 2010                                                                         | -                                                                            | -                                                                            | -                                                                            |
| 2011                                                                         | -                                                                            | -                                                                            | -                                                                            |
| 2012                                                                         | 1 154                                                                        | 233                                                                          | 167                                                                          |
| 2013                                                                         | 1 167                                                                        | 273                                                                          | 251                                                                          |
| 2014                                                                         | 1 484                                                                        | 294                                                                          | 241                                                                          |
| 2015                                                                         | 1 318                                                                        | 233                                                                          | 241                                                                          |
| 2016                                                                         | 1 372                                                                        | 344                                                                          | 256                                                                          |
| 2017                                                                         | 1 577                                                                        | 381                                                                          | 315                                                                          |
| 2018                                                                         | 1 676                                                                        | 438                                                                          | 300                                                                          |
| 2019                                                                         | 1 664                                                                        | 540                                                                          | 382                                                                          |
| 2020                                                                         | 1 016                                                                        | 385                                                                          | 258                                                                          |

## Galerie de photographies

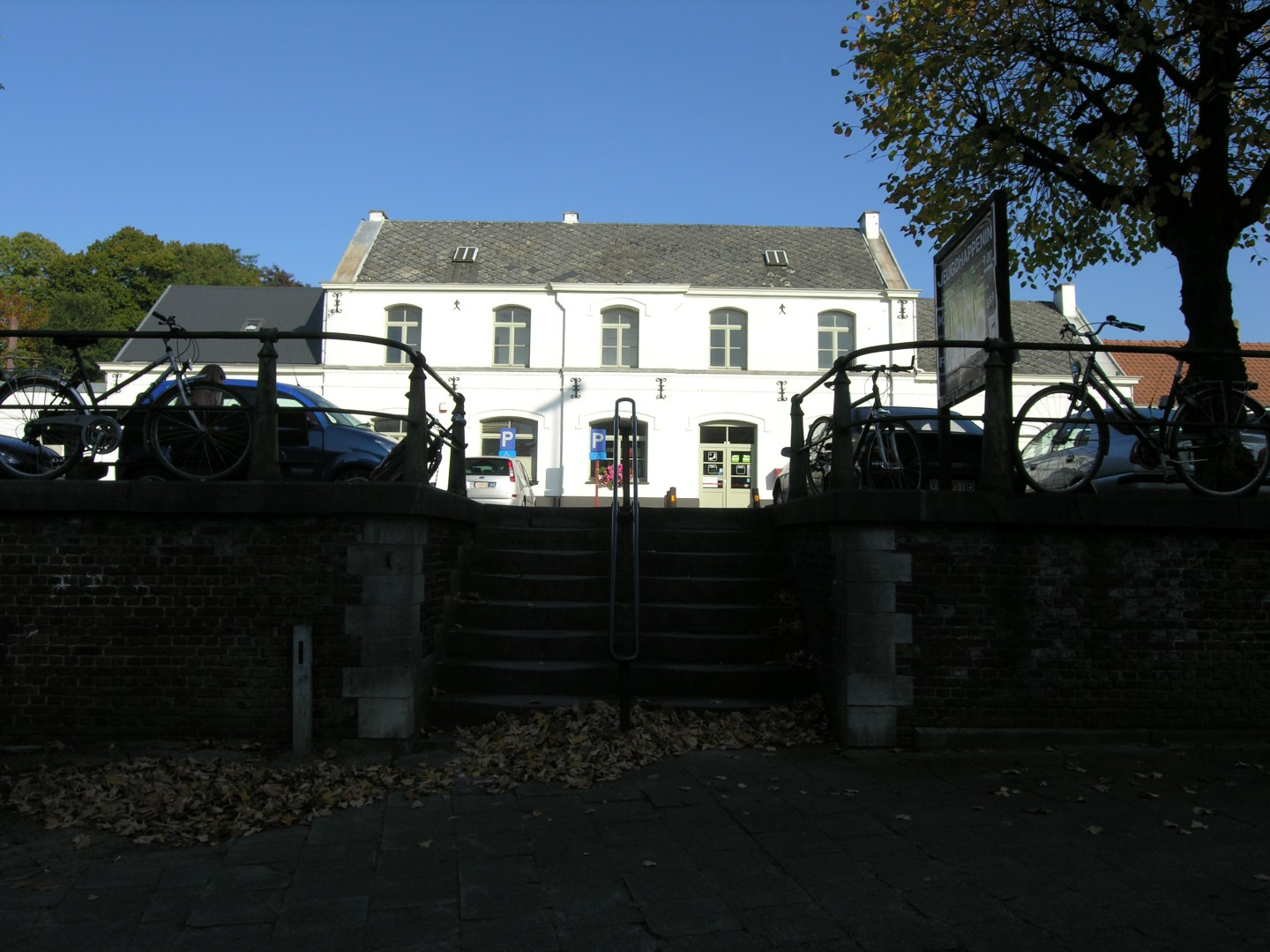
Place de la gare.
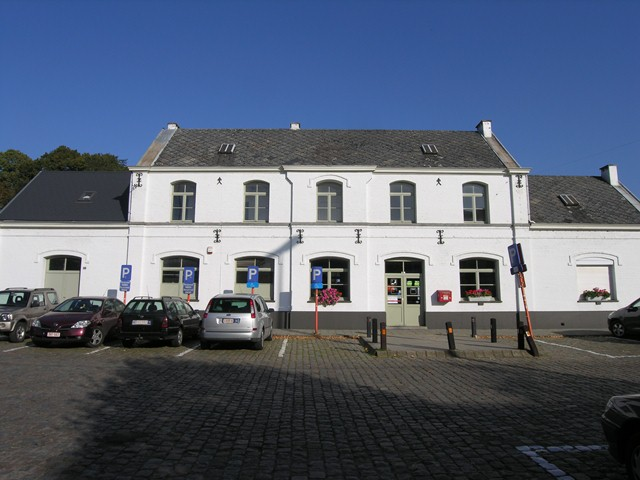
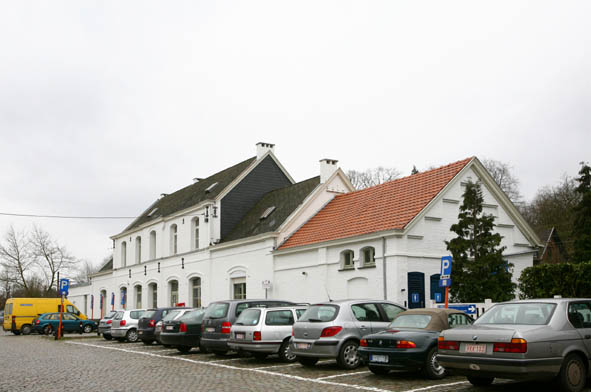
Bâtiment de la gare en 2002.
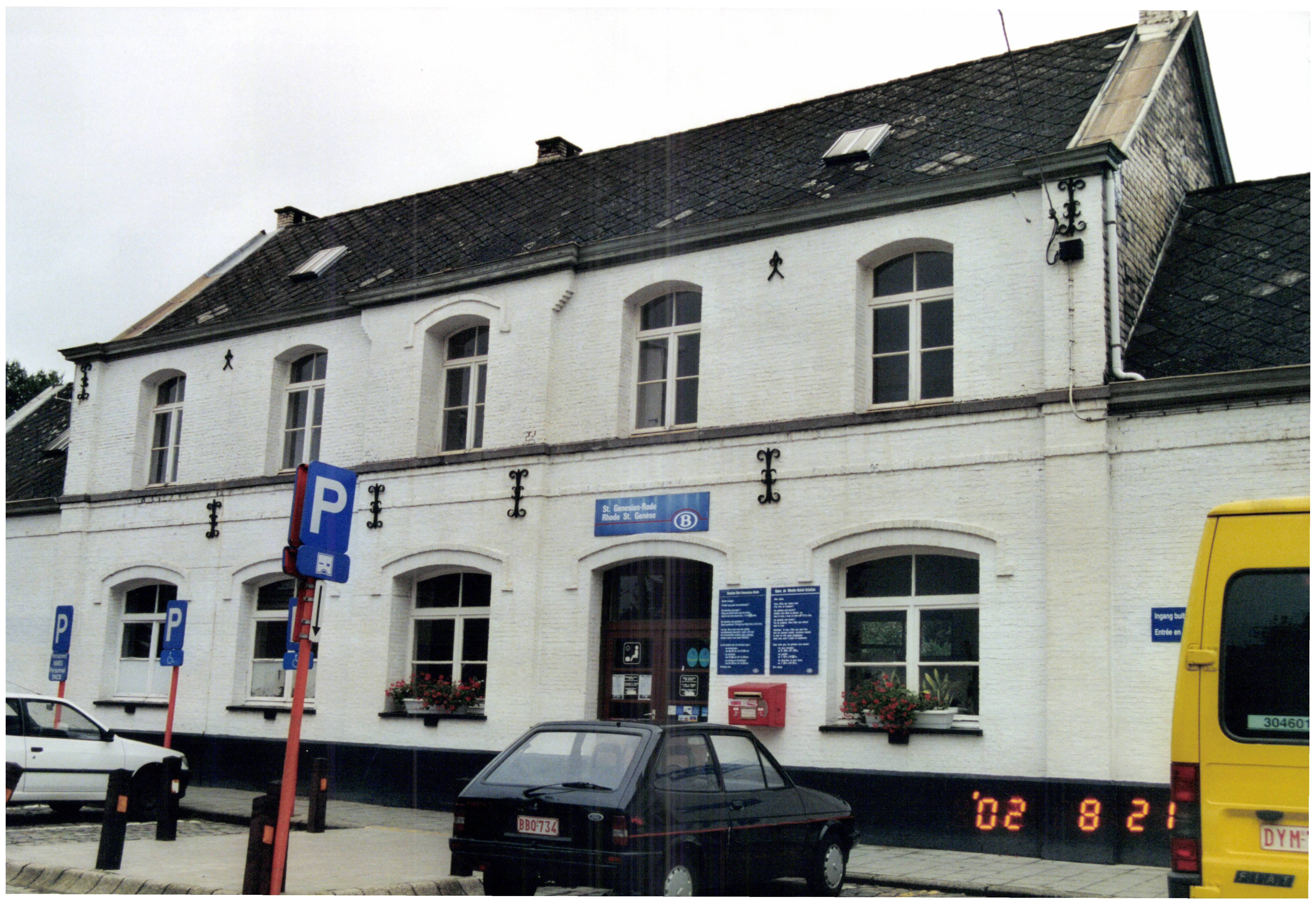
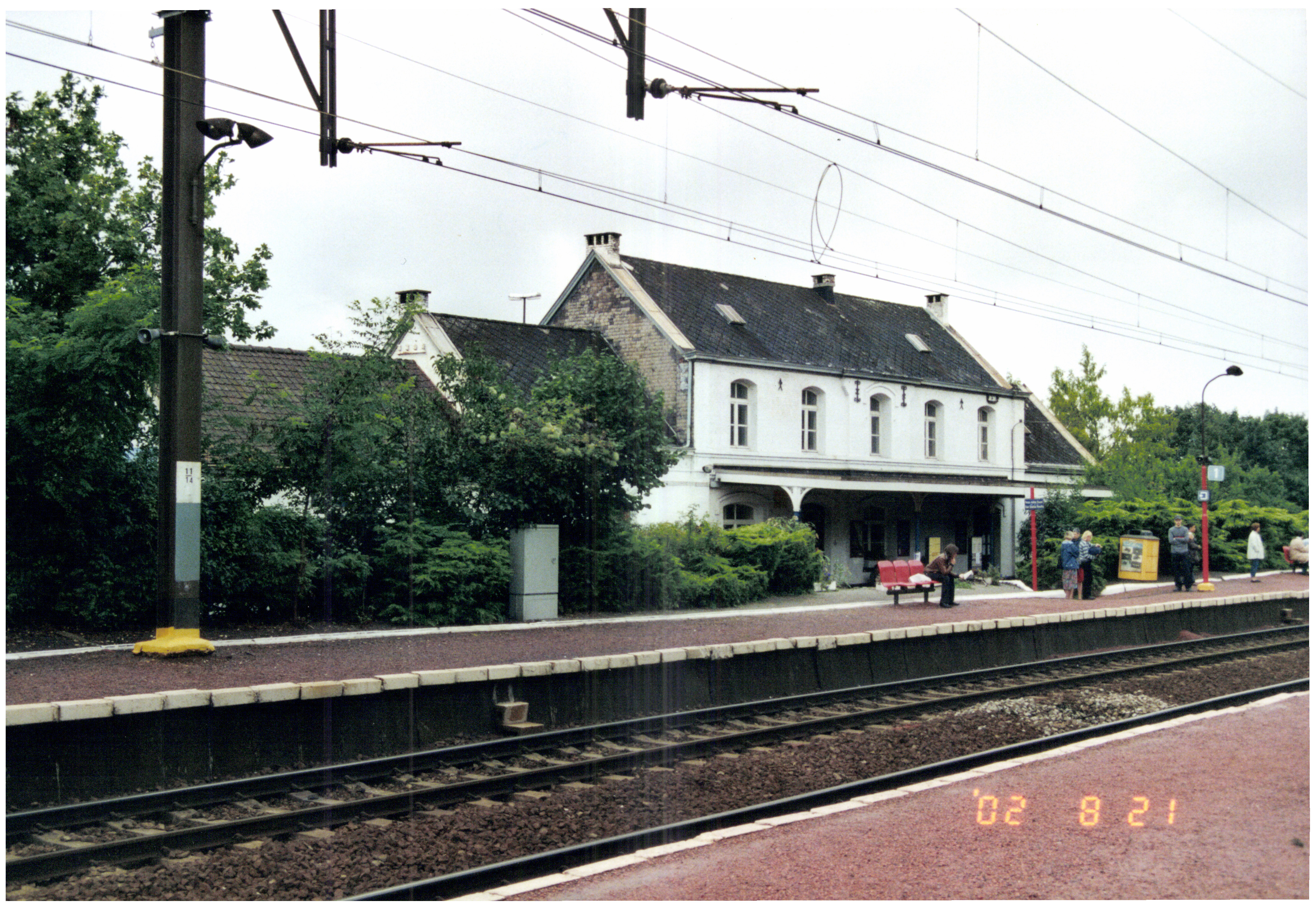
Côté voies.
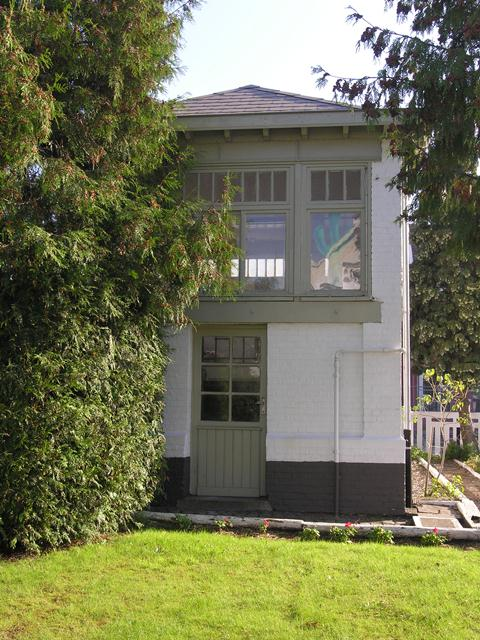
Cabine.
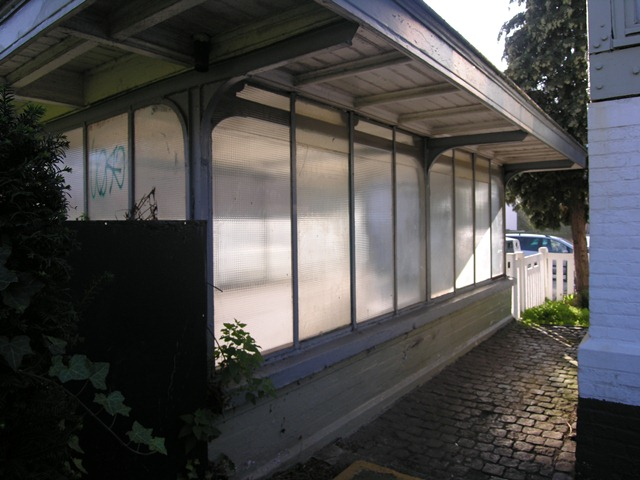
Souterrain sous-voies.
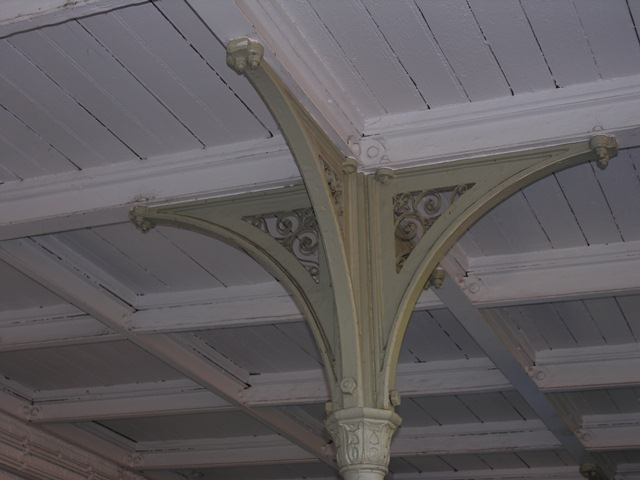
Marquise de quai (détail).
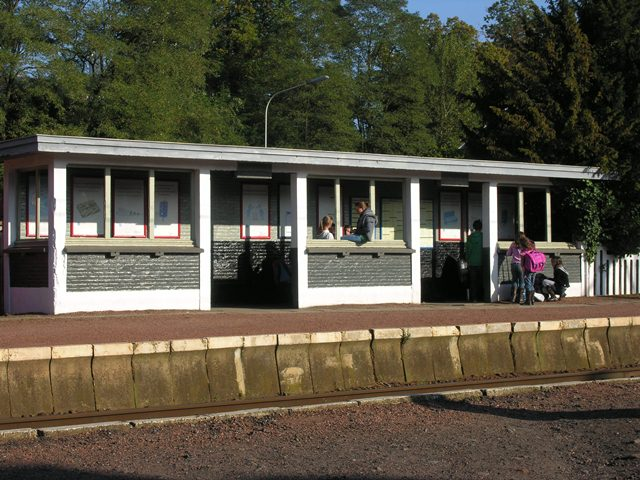
Abri du quai opposé.
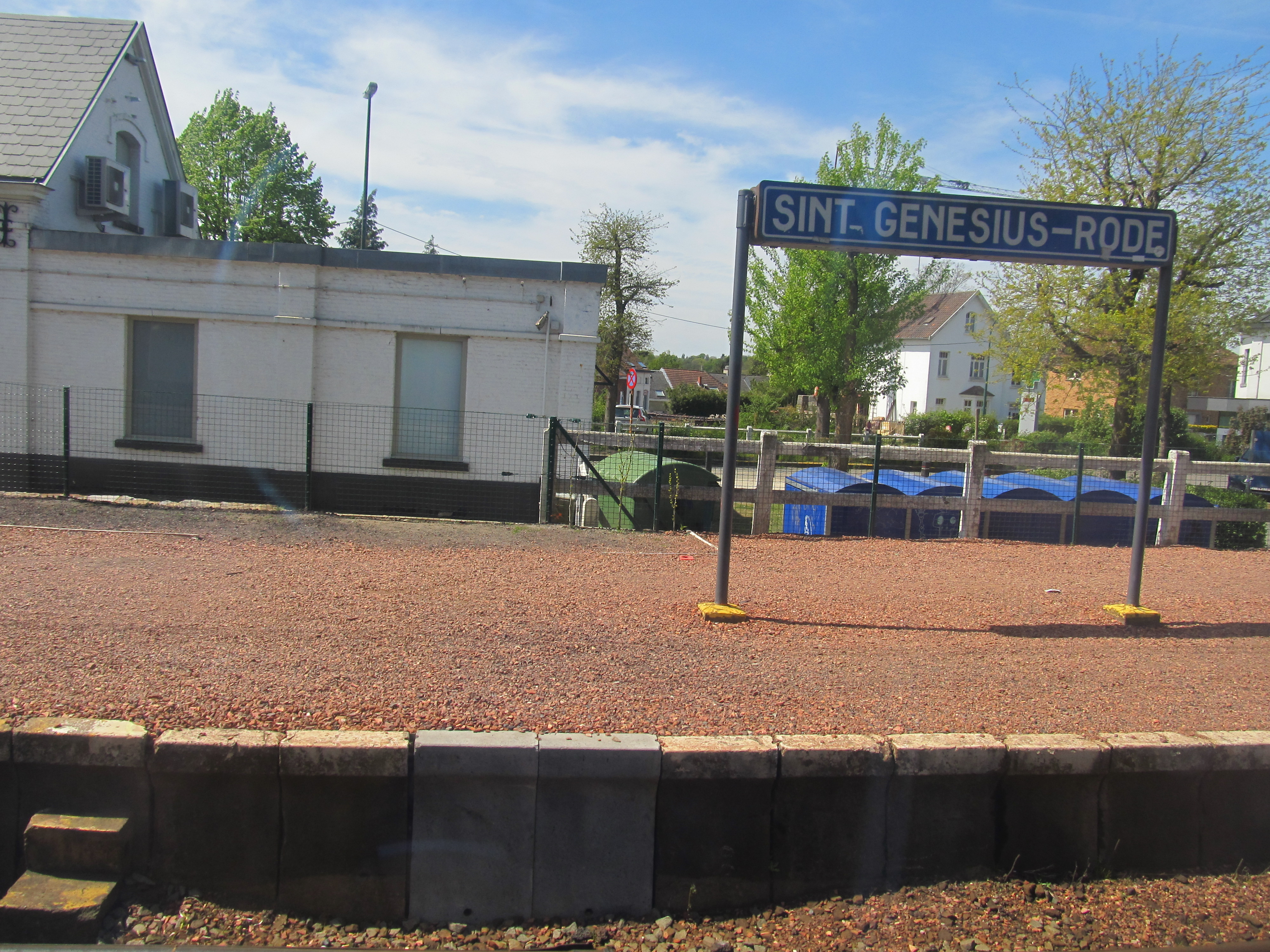
Quai vu depuis un train.